# Andrij Parchomenko
Andrij Wiktorowycz Parchomenko, ukr. Андрій Вікторович Пархоменко (ur. 27 grudnia 1971 w Odessie) – ukraiński piłkarz, grający na pozycji pomocnika, trener piłkarski. Jego młodszy brat Dmytro oraz syn Kostiantyn również są piłkarzami.

## Kariera piłkarska

### Kariera klubowa
Wychowanek Szkoły Sportowej Rezerw Olimpijskich Czornomoreć Odessa. W 1988 rozpoczął karierę piłkarską w klubie Kołos Nikopol. W 1989 został zaproszony do Czornomorca Odessa, jednak nie przebił się do podstawowego składu i po dwóch latach odszedł do SKA Odessa. W 1992 bronił barw rosyjskiego Tierieka Grozny. Na początku 1993 został piłkarzem Tawrii Symferopol. Po pół roku przeniósł się do SK Odessa. W drugiej połowie 1994 występował w Podilla Chmielnicki. W 1995 przeszedł do Nywy Tarnopol. Latem 1996 został piłkarzem SKA-Łotto Odessa. W lipcu 1998 wrócił do Czornomorca Odessa. W 1999 wyjechał razem z bratem do Bułgarii, gdzie podpisał kontrakt z Botewem Wraca. Na początku 2000 zasilił skład Sheriffa Tyraspol, a w 2001 grał w koszulce najpierw Tiligulu Tyraspol, a potem FC Tiraspol. W 2002 przeszedł do Agro Kiszyniów. W 2003 roku występował w zespole amatorskim Iwan Odessa. W rundzie wiosennej sezonu 2003/04 bronił barw Zakarpattia Użhorod. Sezon 2004/05 spędził w klubie Palmira Odessa, a latem 2005 podpisał kontrakt z rosyjskim Sachalin Jużnosachalińsk, w którym zakończył karierę piłkarza w roku 2008.

## Kariera trenerska
Jeszcze będąc piłkarzem rozpoczął pracę szkoleniową. W 2003 roku łączył funkcje piłkarza i trenera w zespole amatorskim Iwan Odessa, a w 2007 i 2008 w Sachalinie Jużnosachalińsk. W 2009 stał na czele klubu Dnister Owidiopol. Po reorganizacji klubu w 2011 został mianowany na stanowisko głównego trenera FK Odessa. Od 2014 do 2015 pracował w sztabie Sachalinu Jużnosachalińsk, prowadząc klub lub pełniąc obowiązki głównego trenera. W lipcu 2015 stał na czele Bałkanów Zoria.

## Sukcesy

### Sukcesy klubowe
Sheriff Tyraspol
- wicemistrz Mołdawii: 1999/00

Zakarpattia Użhorod
- mistrz Ukraińskiej Pierwszej Ligi: 2003/04

### Sukcesy trenerskie
Bałkany Zoria
- mistrz Ukraińskiej Ligi Amatorskiej: 2015, 2016
- finalista Pucharu Ukrainy wśród amatorów: 2015